# Миколай Містик
Патріарх Миколай Містик (грец. Πατριάρχης Νικόλαος Α΄ ο Μυστικός; 852 — 15 травня 925) — Патріарх Константинопольський в 901–907 і 912—925 роках. Канонізований Православною церквою в лику святителів, пам'ять святкується 16 травня (за юліанським календарем).

## Життєпис

### Ранні роки
Микола Містик народився в 852 році в Італії. Був племінником патріарха Фотія I і хресним сином імператора Василя I. У молодості прибув у Константинополь, де отримав освіту. Після вигнання з патріаршого престолу свого дядька пішов у Халкідон і прийняв постриг у монастирі Святого Трифона. Незабаром імператор Лев VI повернув Миколая в столицю і призначив на посаду містика — особистого секретаря.

### Обрання патріархом
У 901 році Миколай був обраний Константинопольським патріархом. Імператор, турбувався про появу спадкоємця і до цього тричі вступавши в шлюб, сподівався, що Миколай зможе підтримати його бажання одружитися в четвертий раз. Однак Миколай був «в один і той же час придворний і чернець, сильний в богослів'ї та в мистецтві вести інтригу, вмів при нагоді закривати очі і принагідно ж показувати приклад великої мужності». Миколай, вже після перших спроб імператора схилити його до благословення четвертого шлюбу, висловився категорично проти. Коли в 904 році розкрилася участь патріарха в змові Андроніка Дуки, то, рятуючи своє життя, Миколай став лояльним до задуму імператора.

### Протистояння з Левом VI

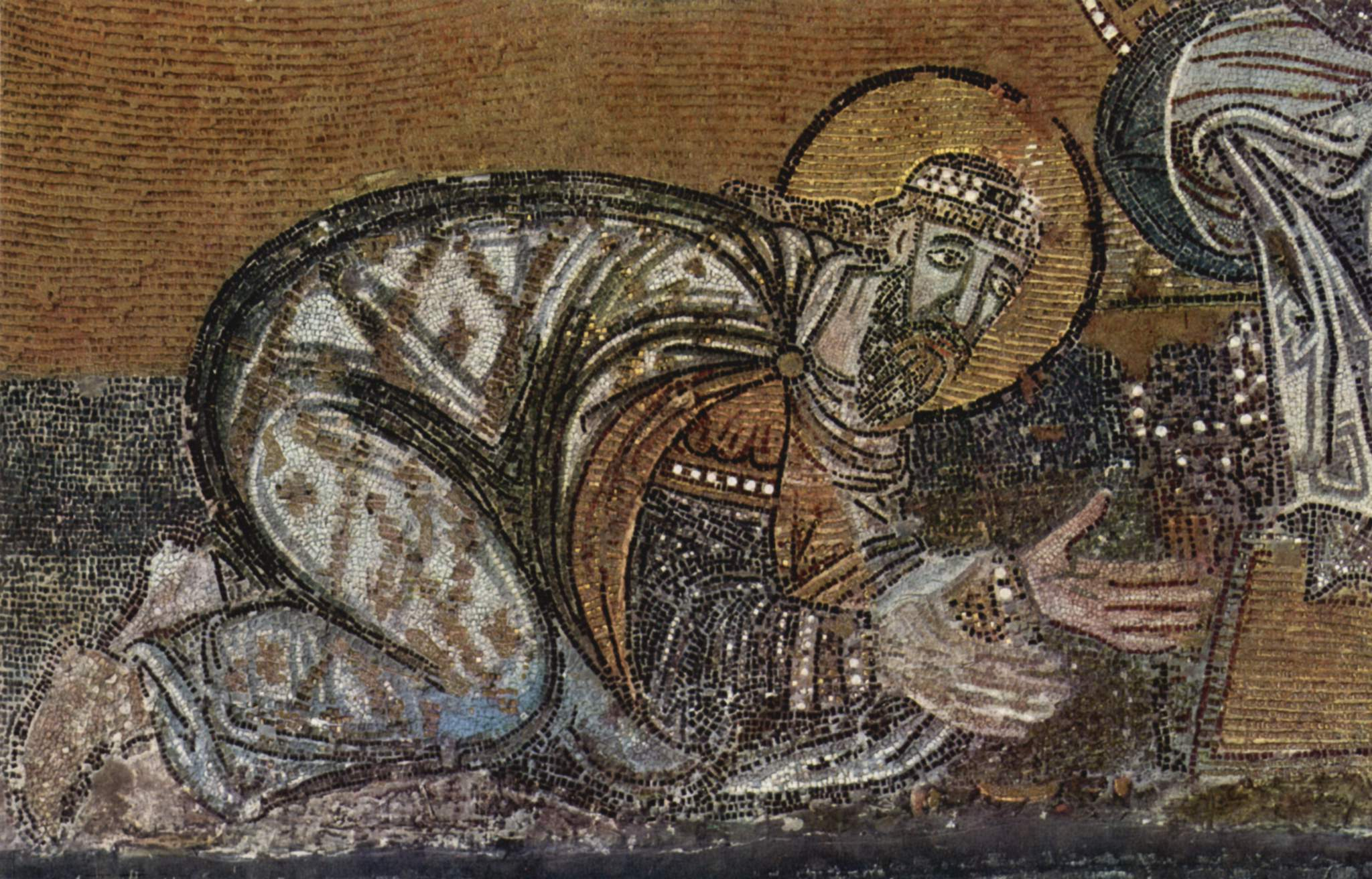
Лев VI схиляє коліна перед Ісусом Христом (мозаїка Святої Софії)

В кінці 905 року коханка імператора Зоя Карбонопсина («Вугільноока») народила Леву довгоочікуваного сина. Багато єпископів чинили опір бажанням Лева узаконити немовля, стверджуючи, що «народження дитини не могло зробити законним заборонений шлюб», але Миколай 6 січня 906 року сам з царськими почестями охрестив немовля, майбутнього імператора Костянтина VII Багрянородного. Його умовою було, що Лев розлучиться зі своєю коханкою, але імператор не тільки цього не зробив, але і обвінчався з нею, за що патріярх позбавив сану священика, який здійснив таїнство, а імператора відлучив від причастя і заборонив входити в церкву.
Лев VI, бачачи протистояння константинопольської церкви, звернувся до Папи Римського і патріархів Олександрії, Антіохії і Єрусалиму з питанням про їх дуку про четвертий шлюб. Миколай, вражений цією дією, поставив під сумнів його авторитет, хоча і сподівався на підтримку інших первосвятитителів, але почав сам шукати в творах святих отців висловлювання, якими можна було виправдати четвертий шлюб. Він навіть запрошував імператора до церкви, обіцяючи, що сам вийде йому назустріч, але Лев не став робити ніяких дій до отримання відповіді з Риму. Незабаром прийшла відповідь папи, що він не має нічого проти четвертого шлюбу. Лев, бачачи підтримку з боку римського понтифіка, заявив, що на першому ж церковному соборі потопче Миколая за зраду.
Опальний патріарх перейшов в опозицію: на Різдво 906 року він не пустив імператора до церкви, обіцяючи це зробити на майбутнє Богоявлення, але 6 січня 907 року в день свята знову зупинив Лева біля дверей Святої Софії, оголосивши: «Без одностайної згоди митрополитів не можу пустити тебе сюди; а якщо ти розраховуєш увійти силою, тоді підемо ми». У відповідь імператор нагадав патріарху про зрадника Дуку, і Миколай, розуміючи, що може бути звинувачений у державній зраді, 1 лютого підписав свою відмову від константинопольської кафедри. Скликаний церковний собор затвердив його відмову, визнав законним четвертий шлюб Льва VI і законність народження Костянтина Порфірородного, а також обрав патріархом Євфимія, духівника імператора.
Святитель Микола помер 15 травня 925 року:

## Літературна спадщина
Миколою Містиком написані:
- «Сповідання віри»;
- «Бесіда», вимовлена коли були чутки про розорення Фесалоник в 904 році;
- 163 листи;
- тлумачення на Святе Письмо;
- склав чотири канонічних постанови: про три шлюби одне — про нестягування грошей за патріарші грамоти.

Твори святителя включені в 111-й том Patrologia Graeca.